# Pelargonium album
Pelargonium album gehört zur Gattung Pelargonium innerhalb der  Familie der Storchschnabelgewächse (Geraniaceae).

## Beschreibung

### Vegetative Merkmale
Die Art wächst als halbsukkulenter, halb niederliegend bis aufrechter, aromatischer Halbstrauch mit fleischigen Wurzeln. Es werden Wuchshöhen von bis zu 40 Zentimeter erreicht. Die gedrängt und rosettig stehenden Blätter sind klebrig und am Rand gezähnt. Die herzförmige Spreite besteht aus 5 bis 7 handförmigen eingeschnittenen Lappen. Der Blattstiel ist oberseits gefurcht. 

### Generative Merkmale
Der Blütenstand ist in Teilblütenstände verzweigt und diese tragen jeweils 4 bis 9, manchmal auch bis 15, Einzelblüten. Der Blütenbecher ist grün gefärbt. Die grünen Kelchblätter haben weiße Ränder. Von den fünf Kronblättern sind die oberen zwei verkehrt lanzettlich bis spatelig geformt, an der Spitze um 90° zurückgebogen, eng beieinander stehend und manchmal mit federartigen, roten Markierungen versehen. Die unteren drei Kronblätter sind verkehrt lanzettlich bis verkehrt eiförmig geformt, schmal genagelt und basal um 60° zurückgebogen. Es sind sieben fertile Staubblätter in drei verschiedenen Längen vorhanden.

### Chromosomenzahl
Die Chromosomenzahl beträgt 2n = 16.

## Vorkommen
Pelargonium album kommt aus der südafrikanischen Provinz Mpumalanga.

## Taxonomie
Die Erstbeschreibung der Art erfolgte 1990 durch Johannes Jacobus Adriaan van der Walt.
Die Art gehört zur Sektion Reniformia Knuth. Sie wird in der Roten Liste der gefährdeten Pflanzenarten Südafrikas als „Rare“ = „seltene Art“ bewertet.

## Nachweise